# Hector Ulloque Franco
Hector Ulloque Franco (Bogotà, 7 aprile 1975) è un regista colombiano.

## Biografia
Nasce in Colombia nel 1975 e inizia a studiare Ingegneria chimica all'Università di Bogotà, ma il suo amore per il cinema lo spinge a cambiare strada e a iscriversi alla facoltà di cinema e televisione all'Università Jorge Tadeo Lozano.
Dopo la laurea si specializza in Cinema, Televisione e Multimedia alla Sorbona di Parigi ed esordisce alla regia di documentari insieme a Manuel Ruíz Montealegre nel 2007 con Hartos Evos, aquí hay. Los cocaleros del Chapare.

## Filmografia
- Hartos Evos, aquí hay. Los cocaleros del Chapare, co-regia con Manuel Ruiz Montealegre - documentario (2007)
- Meandros, co-regia con Manuel Ruiz Montealegre - documentario (2010)